# Campionati mondiali di ginnastica artistica 2011
I Campionati mondiali di ginnastica artistica 2011 sono la 43ª edizione della competizione. Si sono svolti al Tokyo Metropolitan Gymnasium di Tokyo, in Giappone, dal 7 al 16 ottobre 2011. Si tratta del primo evento di qualificazione alle Olimpiadi di Londra 2012.

## Qualificazione alle Olimpiadi

### Squadre
Le prime otto squadre classificate nel concorso maschile e femminile si qualificheranno direttamente per il concorso a squadre dei Giochi olimpici. Le squadre classificate tra il nono e il sedicesimo posto parteciperanno al test event preolimpico, in programma tra il 10 e il 18 gennaio 2012, che qualificherà altre quattro squadre.

### Individuale
I vincitori delle medaglie si qualificheranno direttamente per i Giochi olimpici. Altri ginnasti potranno qualificarsi attraverso il test event preolimpico.

## Programma
Tutti gli orari sono in UTC+9.
| Giorno     | Ora   | Uomini                                   | Donne                             |
| ---------- | ----- | ---------------------------------------- | --------------------------------- |
| 11:30      |       | Qualificazioni concorso a squadre        |                                   |
| 8 ottobre  | 11:30 |                                          | Qualificazioni concorso a squadre |
| 9 ottobre  | 11:15 | Qualificazioni concorso a squadre        |                                   |
| 10 ottobre | 11:15 | Qualificazioni concorso a squadre        |                                   |
| 11 ottobre | 19:00 |                                          | Concorso a squadre                |
| 12 ottobre | 18:00 | Concorso a squadre                       |                                   |
| 13 ottobre | 18:00 |                                          | Concorso individuale              |
| 14 ottobre | 19:00 | Concorso individuale                     |                                   |
| 15 ottobre | 13:30 | Corpo libero Cavallo con maniglie Anelli | Volteggio Parallele asimmetriche  |
| 16 ottobre | 14:00 | Volteggio Parallele Sbarra               | Trave Corpo libero                |

## Podi

### Uomini
| Evento                | Oro             | Punteggio | Argento                              | Punteggio | Bronzo                            | Punteggio |
| Concorso a squadre    | Cina            | 275,161   | Giappone                             | 273,093   | Stati Uniti                       | 273,083   |
| Concorso individuale  | Kōhei Uchimura  | 93,631    | Phillip Boy                          | 90,530    | Kōji Yamamuro                     | 90,255    |
| Corpo libero          | Kōhei Uchimura  | 15,633    | Zou Kai                              | 15,500    | Diego Hypólito Alexander Shatilov | 15,466    |
| Cavallo con maniglie  | Krisztián Berki | 15,833    | Cyril Tommasone                      | 15,266    | Louis Smith                       | 15,066    |
| Anelli                | Chen Yibing     | 15,800    | Arthur Zanetti                       | 15,600    | Kōji Yamamuro                     | 15,500    |
| Volteggio             | Yang Hak Seon   | 16,566    | Anton Golocuckov                     | 16,366    | Makoto Okiguchi                   | 16,291    |
| Parallele simmetriche | Danell Leyva    | 15,633    | Vasileios Tsolakidis Zhang Chenglong | 15,533    |                                   |           |
| Sbarra                | Zou Kai         | 16,441    | Zhang Chenglong                      | 16,366    | Kōhei Uchimura                    | 16,333    |

### Donne
| Evento                 | Oro                | Punteggio | Argento            | Punteggio | Bronzo            | Punteggio |
| Concorso a squadre     | Stati Uniti        | 179,411   | Russia             | 175,329   | Cina              | 172,820   |
| Concorso individuale   | Jordyn Wieber      | 59,382    | Viktorija Komova   | 59,349    | Yao Jinnan        | 58,598    |
| Corpo libero           | Ksenija Afanas'eva | 15,133    | Sui Lu             | 15,066    | Alexandra Raisman | 15,000    |
| Volteggio              | McKayla Maroney    | 15,300    | Oksana Chusovitina | 14,733    | Phan Thị Hà Thanh | 14,666    |
| Parallele asimmetriche | Viktorija Komova   | 15,500    | Tat'jana Nabieva   | 15,000    | Huang Qiushuang   | 14,833    |
| Trave di equilibrio    | Sui Lu             | 15,866    | Yao Jinnan         | 15,233    | Jordyn Wieber     | 15,133    |

## Medagliere
| Pos.   | Paese         | Oro | Argento | Bronzo | Totale |
| ------ | ------------- | --- | ------- | ------ | ------ |
| 1      | Cina          | 4   | 5       | 3      | 12     |
| 2      | Stati Uniti   | 4   | 0       | 3      | 7      |
| 3      | Russia        | 2   | 4       | 0      | 6      |
| 4      | Giappone      | 2   | 1       | 4      | 7      |
| 5      | Corea del Sud | 1   | 0       | 0      | 1      |
| 5      | Ungheria      | 1   | 0       | 0      | 1      |
| 7      | Germania      | 0   | 2       | 0      | 2      |
| 8      | Brasile       | 0   | 1       | 1      | 2      |
| 9      | Francia       | 0   | 1       | 0      | 1      |
| 9      | Grecia        | 0   | 1       | 0      | 1      |
| 11     | Israele       | 0   | 0       | 1      | 1      |
| 11     | Regno Unito   | 0   | 0       | 1      | 1      |
| 11     | Vietnam       | 0   | 0       | 1      | 1      |
| Totale | Totale        | 14  | 15      | 14     | 43     |